# Sevens Grand Prix Series 2014
El Sevens Grand Prix Series de 2014 fue la decimotercera temporada del circuito de selecciones nacionales masculinas europeas de rugby 7.

## Calendario
| Torneo                   | Ciudad     | Fecha               | Campeón    |
| ------------------------ | ---------- | ------------------- | ---------- |
| Seven de Lyon 2014       | Lyon       | 7-8 de junio        | Francia    |
| Seven de Moscú 2014      | Moscú      | 28-29 de junio      | Inglaterra |
| Seven de Manchester 2014 | Manchester | 13-14 de septiembre | Inglaterra |
| Seven de Bucarest 2014   | Bucarest   | 20-21 de septiembre | Francia    |

## Tabla de posiciones
| Pos | País       | FRA | RUS | ENG | RUM | Puntos |
| --- | ---------- | --- | --- | --- | --- | ------ |
| 1   | Francia    | 20  | 6   | 18  | 20  | 64     |
| 2   | Escocia    | 12  | 15  | 12  | 15  | 54     |
| 3   | Inglaterra | 7   | 20  | 20  | 6   | 53     |
| 4   | Rusia      | 14  | 10  | 15  | 14  | 53     |
| 5   | España     | 15  | 3   | 14  | 18  | 50     |
| 6   | Bélgica    | 18  | 7   | 10  | 12  | 47     |
| 7   | Gales      | 3   | 12  | 7   | 10  | 32     |
| 8   | Georgia    | 10  | 14  | 1   | 4   | 29     |
| 9   | Portugal   | 2   | 18  | 4   | 3   | 27     |
| 10  | Alemania   | 6   | 2   | 6   | 7   | 21     |
| 11  | Italia     | 4   | 4   | 2   | 2   | 12     |
| 12  | Rumania    | 1   | 1   | 3   | 1   | 6      |

| Bandera de Francia |
| Campeón Francia    |
| Primer título      |